# Palpelius kuekenthali
Palpelius kuekenthali är en spindelart som först beskrevs av Pocock 1897.  Palpelius kuekenthali ingår i släktet Palpelius och familjen hoppspindlar. Inga underarter finns listade i Catalogue of Life.